# سوگند بخور به خاطر بسپاری (موسیقی متن پدرخوانده قسمت سوم)
«سوگند بخور به خاطر بسپاری (موسیقی متن پدرخوانده قسمت سوم)» ترانه‌ای است که برای فیلم پدرخوانده: قسمت سوم (۱۹۹۰)، سومین فیلم از سه‌گانه پدرخوانده نوشته شده‌است.

## بررسی اجمالی
«سوگند بخور به خاطر بسپاری» نسخه آوازی تم عشق است. موسیقی توسط کارمینه کوپولا و شعر توسط جان بتیس نوشته شده‌است. این آهنگ توسط هری کانیک جونیور ضبط شده‌است. این ترانه، شماره ۱۲ در پدرخوانده قسمت سوم (موسیقی متن) است.
هری کانیک جونیور در سال ۱۹۹۱ ترانه «سوگند بخور به خاطر بسپاری» را در پخش تلویزیونی جوایز اسکار خواند.

### جوایز و نامزدها
این ترانه نامزد جایزه اسکار و جایزه گلدن گلوب بهترین ترانه شد.